# Bibiana Aído Almagro
Bibiana Aído Almagro (Alcalá de los Gazules, Andalusia, 1977) és una política espanyola que fou Ministra d'Igualtat d'Espanya.

## Biografia
Va néixer el 2 de febrer de 1977 a la ciutat d'Alcalá de los Gazules, situada a la província de Cadis. Va estudiar Administració i Direcció d'Empreses a la Universitat de Cadis, en la qual es va llicenciar.

## Activitat política
Afiliada al Partit Socialista Obrer Espanyol (PSOE) des de l'any 1995, ha format part del comitè provincial de Cadis d'aquesta formació política. Així mateix fou delegada de la Conselleria de Cultura de la Junta d'Andalusia a Cadis, directora de l'Agència Andalusa per al Desenvolupament del Flamenc així com secretària d'igualtat de la Comissió Executiva Provincial del PSOE a Cadis.
En les Eleccions al Parlament d'Andalusia de 2008 fou escollida diputada al Parlament d'Andalusia, concorrent en el segon lloc de les llistes del PSOE després de Manuel Chaves. No obstant poques setmanes més tard, el 14 d'abril, va prendre possessió del Ministeri d'Igualtat d'Espanya, càrrec que fou creat per José Luis Rodríguez Zapatero en la constitució de la IX Legislatura, convertint-se en la titular més jove de qualsevol ministeri al llarg de la història d'Espanya. Amb tot la reforma del govern produïda el 20 de març de 2010 provocà la dissolució del ministeri i el seu cessament com a membre del govern.